# الحمدانية (إدلب)
الحمدانية قرية سورية تتبع ناحية التمانعة في منطقة معرة النعمان في محافظة إدلب. بلغ عدد سكانها 770 نسمة في عام 2004 حسب إحصاء المكتب المركزي للإحصاء.